# Midnight Lightning
Midnight Lightning è il nono album di Jimi Hendrix, pubblicato postumo in Gran Bretagna nel novembre 1975.

## Il disco
Il disco è il sesto album in studio pubblicato dopo la morte del chitarrista e il secondo ad essere concepito e prodotto dal controverso produttore discografico Alan Douglas. I brani presenti sull'album sono costituiti da registrazioni incomplete e non definitive effettuate da Jimi Hendrix, Billy Cox, Mitch Mitchell e Buddy Miles, rielaborate successivamente in studio con l'ausilio di musicisti esterni.
Douglas portò avanti il discusso metodo di lavorazione da lui utilizzato per produrre il precedente Crash Landing, e utilizzò gran parte degli stessi session men per le sovraincisioni sul disco. L'unica traccia strumentale originale mantenuta (a parte naturalmente quelle di Hendrix), fu la batteria di Mitch Mitchell in Hear My Train A Comin'. In resposta alle precedenti polemiche, Douglas non si autoaccreditò meriti compositivi per nessuna canzone presente in Midnight Lightning. Nonostante l'album includesse brani musicali del calibro di Hear My Train A Comin e Machine Gun in versione inedita, l'album non ricevette la buona accoglienza riservata al suo predecessore, e raggiunse soltanto la posizione numero 43 in classifica negli Stati Uniti e la numero 46 in Gran Bretagna.
Lo stesso Douglas, intervistato quindici anni dopo l'uscita dell'album, ammise che l'esperimento era stato un fallimento:
La versione CD di Midnight Lightning è ormai fuori catalogo da diversi anni e non più disponibile nei normali canali distributivi.

## Tracce
Tutti i brani sono opera di Jimi Hendrix, eccetto dove indicato.
Lato 1
1. Trashman - 3:15
2. Midnight Lightning - 3:49
3. Hear My Train - 5:43
4. Gypsy Boy (New Rising Sun) - 3:45

Lato 2
1. Blue Suede Shoes (Carl Perkins) - 3:29
2. Machine Gun - 7:36
3. Once I Had a Woman - 5:20
4. Beginnings (Mitch Mitchell) - 3:02

## Crediti
- Jimi Hendrix: chitarre, voce
- Mitch Mitchell: batteria sulla traccia 3

Sovraincisioni effettuate nel 1975:
- Jeff Mironov: chitarra sulle tracce 1, 2, 3, 5 e 8
- Lance Quinn: chitarra sulle tracce 2, 4, 6 e 7
- Allan Schwartzberg: batteria sulle tracce 1, 2, 4, 5, 6, 7 e 8, percussioni sulle tracce 3 e 4
- Bob Babbitt: basso
- Jimmy Maelen: percussioni sulle tracce 2 e 8
- Maeretha Stewart: coro sulle tracce 2, 4 e 7
- Barbara Massey: coro sulle tracce 2, 4 e 7
- Vivian Cherry: coro sulle tracce 2, 4 e 7
- Buddy Lucas: armonica sulla traccia 7